# 俄罗斯之声
俄罗斯之声（羅馬化：Golos Rossii，缩写：VOR）是俄罗斯联邦政府于1993年至2014年11月9日间开设的国际广播服务。调谐信号是穆索尔斯基著《展覽會之畫》乐章《基辅大门》的钟声版。

## 概况
俄罗斯之声是一家有着悠久历史的广播电台，是沟通俄罗斯与世界的桥梁，该台于1929年10月29日开播，该台目前以38种语言通过中波、短波、调频、卫星、手机、网络的方式向160个国家播音，拥有1.09亿的全球听众。根据一家瑞士机构（International Media Help）对50个国家的广播听众的调查，该台的受欢迎度在英国广播电台和美国之音之后排名第三。俄罗斯之声一个受欢迎的特性是Moscow Mailbag，可以回答听众以英语发送的有关俄罗斯的问题。截至2005年，该节目由Joe Adamov主播。

## 大事記
1993年12月22日，俄罗斯总统鲍里斯·叶利钦发布总统令把莫斯科之声以新名称“俄罗斯之声”重组。
2013年12月9日，俄罗斯总统弗拉基米尔·普京发布总统令废除俄罗斯之声，并与俄新社合并组建今日俄罗斯国际通讯社国际新闻社。
2013年发布的一些报告声称俄罗斯之声因为预算削减于2014年1月1日中断其短波服务，然而服务在进入新年以后继续。今日俄罗斯国际通讯社主编玛格丽特·西蒙尼扬在2014年3月表示“我们要停止使用落后的广播模式，在信号传播没有任何控制并有可能计算谁在收听及在哪收听的时候。”俄罗斯之声于2014年4月1日实施中断短波及欧洲中波服务。该服务通过互联网、在卫星上选定的区域及数座城市的FM、AM广播（在北美）或本地数字广播持续运行。
2014年11月10日，俄罗斯之声被卫星广播电台取代，新闻多媒体平台由今日俄罗斯国际通讯社运行。

## 沿革

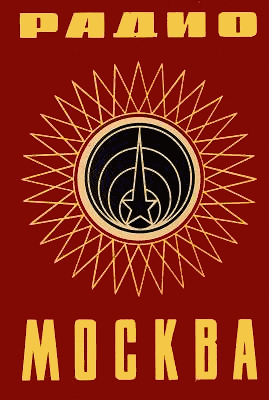
1969年发出的莫斯科广播电台QSL卡

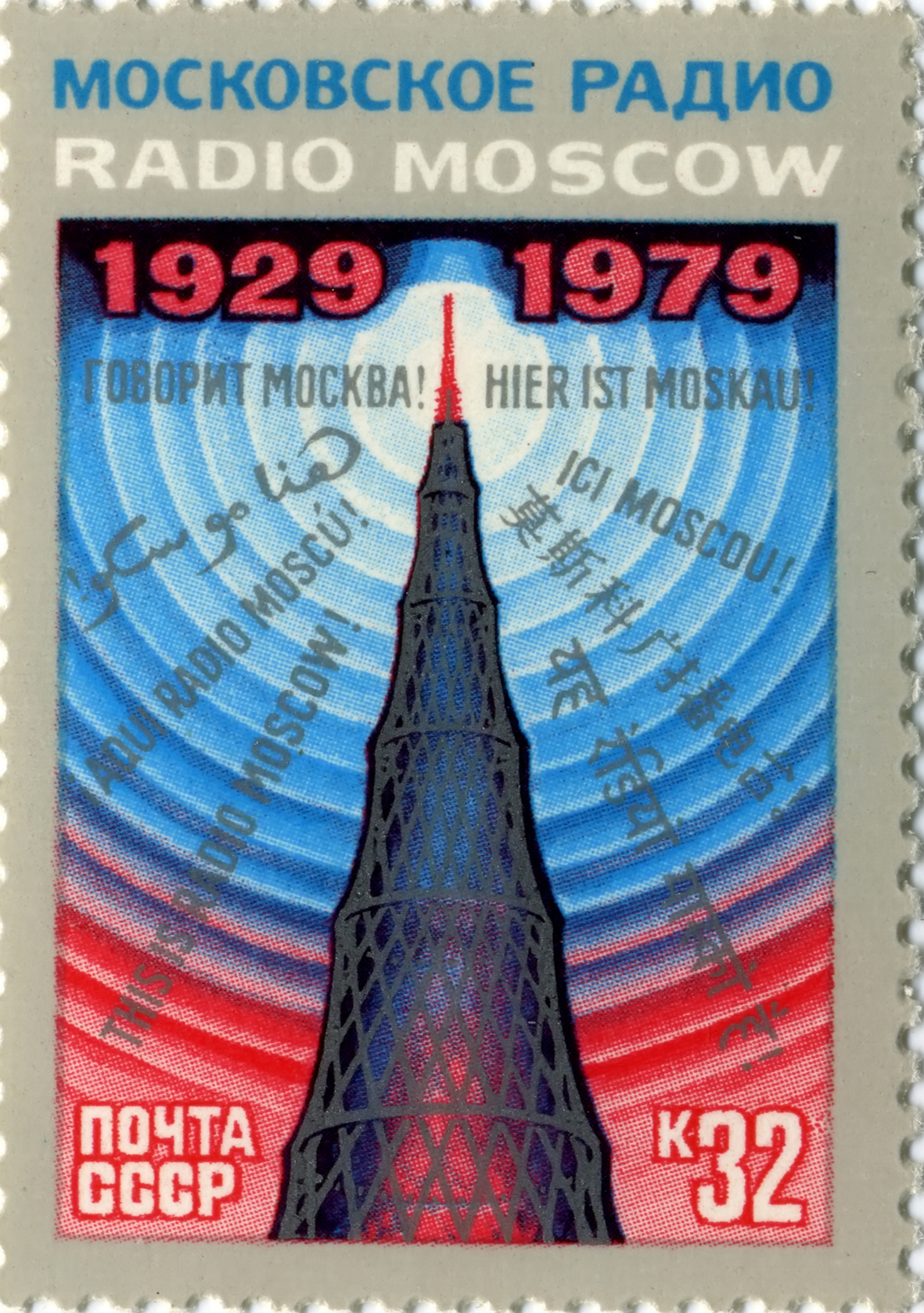
1979年发行的莫斯科广播电台开播50周年纪念邮票

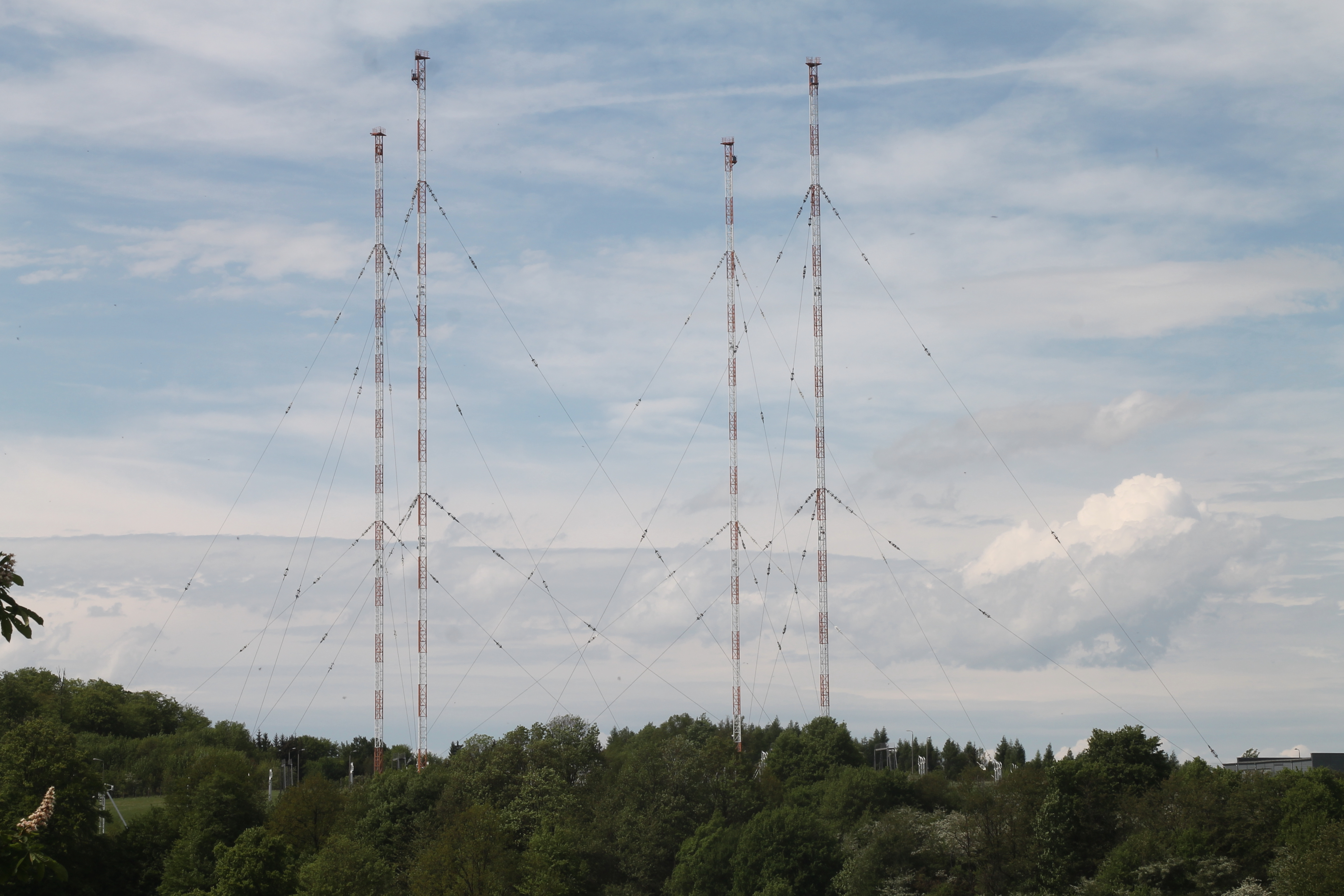
俄罗斯之声在德国的发射站

### 莫斯科广播电台时期

#### 早期
莫斯科广播电台最早于1922年用一个RV-1的发射台在莫斯科地区播音。1925年，第2个广播中心在列宁格勒播音。到1939年的时候，莫斯科广播电台已经发展到5种语言（英语、法语、德语、意大利语和阿拉伯语）分别用中波和短波传送节目。莫斯科广播电台在20世纪30年代的时候开始引起德国统治者希特勒的关注，同时该台的意大利中波节目在20世纪30年代后期也受到意大利统治者贝尼托·墨索里尼的干扰。1940年7月1日，莫斯科广播电台汉语广播开播。1942年，日语广播开播。

#### 冷战时期
在20世纪50年代早期，莫斯科广播电台通过位于莫斯科地区的发射站向美国播音，随后又通过在符拉迪沃斯托克和马加丹新建的中继站向北美西部地区播音。20世纪50年代后期开始用英语和法语向非洲播音。1961年，该台第一次开始使用非洲的三种语言（阿姆哈拉语、斯瓦希里语和豪萨语）向非洲播音，后来在非洲又增加另外8种非洲语言。在1963年秋季，该台开始向全世界的听众大量播送新闻，在冷战时期主要的新闻报道和评论都集中在美国和苏联。20世纪70年代，该台广播电台的评论小组组建一个广播节目《新闻和观点》；随后，这个节目发展成为该台对外广播主要节目，节目类型为新闻报道和新闻分析。

#### 1970年～1991年
20世纪70年代末80年代初的时候，该台的英语节目，以Radio Moscow World Service（莫斯科国际广播服务）为呼号，播送苏联信息是该台的主要使命，所有的节目（除了短小的突发新闻）都要通过“节目理事会”的审批，这种审批形式直到1991年才解除。
在最鼎盛时期，莫斯科广播电台通过位于苏联、东欧和古巴的发射台传送超过70种语言的节目。莫斯科广播电台的对内呼号是“我广阔的国家”（俄語：Широка страна моя родная），呼号伴随着钟声。这种形式在1991年的时候被改变，为了除去人民对该台的「共产宣传媒体」的印象。
1990年，莫斯科广播电台开始制作俄语和英语电视系列节目。

### 俄罗斯之声时期
1996年7月，俄罗斯之声创建了自己的网页。

俄罗斯之声的台徽

2013年12月9日，俄羅斯總統普京簽署總統令，将俄羅斯新聞社與俄羅斯之聲合并为今日俄罗斯。
2014年4月1日，俄罗斯之声停止短波广播。
2014年11月10日，俄罗斯之声更名为俄罗斯卫星广播电台。

## 前传输网络
传输网络由至少30个高能传输节点组成（从西到东，含初次传输时间）：
- 东德Wachenbrunn（1000 kW载波功率，MW）
- 博利沙科沃（2500 kW载波功率，MW）
- 圣彼得堡（1961）[16 × 200 kW SW]
- 莫斯科（5个高能SW传输节点）
- 克拉斯诺达尔（1967）[8 × 100 kW SW, 8 × 500 kW SW]
- 伏尔加格勒
- Kamo, Armenia（割让给亚美尼亚，但由RMOC掌控）
- 萨马拉 [6 × 250 kW SW, 3 × 200 kW SW, 7 × 100 kW SW]
- 叶卡捷琳堡 [9 × 100 kW SW]
- 塔什干（1000 kW载波功率?）
- 杜尚别 (1000 kW载波功率）
- 鄂木斯克
- 新西伯利亚（1956）[17 × 100 kW SW，但能达到1000 kW载波功率]
- 伊尔库茨克（安加尔斯克，1971）[2 × 100 kW, 4 × 250 kW SW, 8 × 500-kW]
- 赤塔
- 雅库茨克
- 符拉迪沃斯托克（1000 kW载波功率?）
- 阿穆尔河畔共青城
- 彼得罗巴甫洛夫斯克-马加丹（1000 kW载波功率?）
- 海南省东方市（600kW，对越南播送越南语广播）

俄罗斯之声以短波、中波和长波格式、DAB+、DRM、HD-Radio以及通过有线广播、卫星传送及移动互联网广播。俄罗斯之声的互联网涵盖了38种语言。